# Betty Thomas
Pour les articles homonymes, voir Betty et Thomas.
Betty Thomas est une actrice, productrice et réalisatrice américaine, née le 27 juillet 1948 à Saint-Louis, dans le Missouri aux États-Unis.

## Filmographie

### Comme actrice
- 1976 : Tunnel Vision (en) de Neal Israel et Bradley R. Swirnoff : Bridgit Bert Richards
- 1976 : Jackson County Jail : Waitress
- 1976 : The Last Affair
- 1976 : Chesty Anderson, USN : Party girl #1
- 1977 : Dog and Cat (en) (TV) : Waitress
- 1978 : Outside Chance (TV) : Katherine
- 1980 : La Grosse Magouille (Used Cars) : Bunny
- 1980 : Loose Shoes : Biker Chic #1
- 1981 : Enlèvement à Nashville (The Nashville Grab) (TV) : Maxine Pearce
- 1981 : Capitaine Furillo (Hill Street Blues) (TV) : Lucy Bates
- 1982 : Homework : Reddog's Secretary
- 1983 : When Your Lover Leaves (TV) : Maude
- 1985 : No Greater Gift (TV) : Dr Mary Lewis
- 1987 : Prison for Children (TV) : Angela Brannon
- 1989 : Les Scouts de Beverly Hills de Jeff Kanew : Velda Plendor

### Comme réalisatrice
- 1987 : Flic à tout faire (Hooperman) (série télévisée)
- 1989 : Docteur Doogie (Doogie Howser, M.D.) (série télévisée)
- 1989 : Nick Mancuso, les dossiers secrets du FBI (Mancuso, FBI) (série télévisée)
- 1990 : Le Bluffeur (Shannon's Deal) (série télévisée)
- 1990 : Dream On (série télévisée)
- 1990 : Parenthood (série télévisée)
- 1991 : Sons and Daughters (série télévisée)
- 1992 : Only You
- 1992 : On the Air (série télévisée)
- 1994 : My Breast (TV)
- 1994 : Couples (TV)
- 1995 : La Tribu Brady (The Brady Bunch Movie)
- 1996 : Changement de décors (The Late Shift) (TV)
- 1997 : Parties intimes (Private Parts)
- 1998 : Dr. Dolittle (Doctor Dolittle)
- 2000 : 28 jours en sursis (28 Days)
- 2001 : Silicon Follies (TV)
- 2002 : Espion et demi (I Spy)
- 2003 : Senor White (TV)
- 2003 : R3
- 2006 : John Tucker doit mourir
- 2009 : Alvin et les Chipmunks 2

### Comme productrice
- 1998 : Big Party (Can't Hardly Wait)
- 2000 : Charlie et ses drôles de dames (Charlie's Angels)
- 2001 : Silicon Follies (TV)
- 2002 : Espion et demi (I Spy)
- 2004 : Famille à louer (Surviving Christmas)
- 2005 : Guess Who